# Noor-Eesti

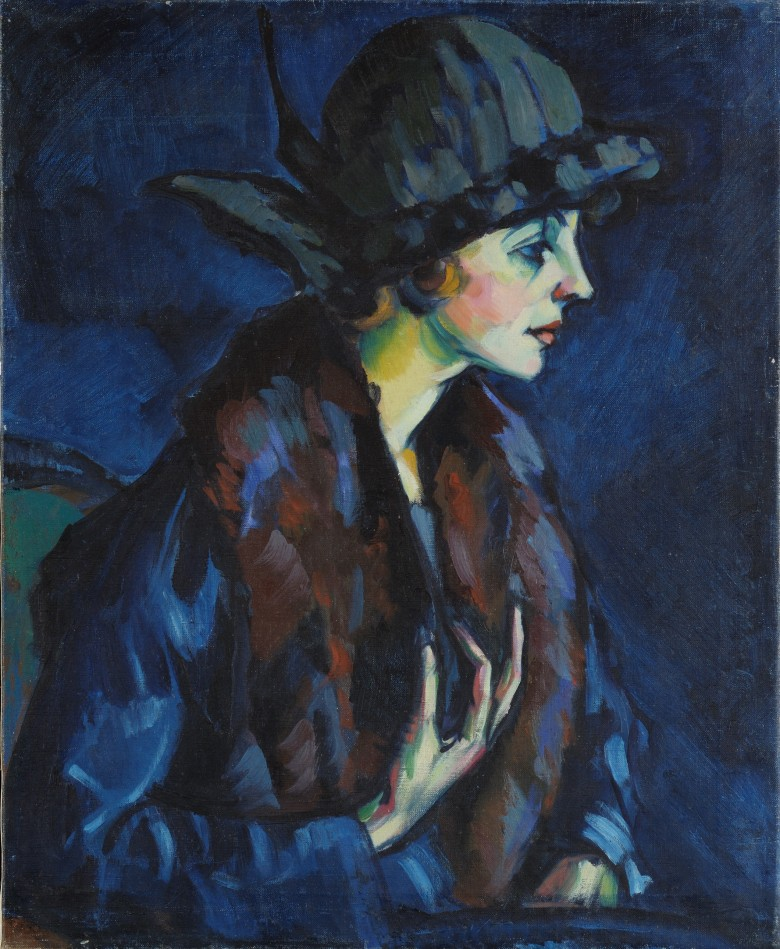
Kvinnoporträtt, oljemålning av Konrad Mägi

Noor-Eesti (unga Estland)  var en estnisk modernistisk litterär grupp som grundades 1905 och hade sin mest framträdande roll under 1910-talet. Noor-Eesti är främst känd som en författargrupp men flera bildkonstnärer var också knutna till gruppen.
Noor-Eesti ska inte förväxlas med Noor Eesti, ett progressivt estniskt rockband från 1970-talet.

## Noor-Eesti och litteraturen
Noor-Eesti leddes av poeten Gustav Suits (1883–1956) och novellförfattaren Friedebert Tuglas (1886–1971). Aino Kallas (1878–1956), Jaan Oks (1884–1918), August Alle (1890–1952), Villem Grünthal-Ridala (1885–1942), Anton Hansen Tammsaare (1878–1940), Ernst Enno (1875–1943), Johannes Aavik (1880–1973) och kritikern Bernhard Linde (1886–1954) var andra medlemmar. Noor-Eesti var pionjärer för modernistisk litteratur i Estland. Gruppen vände sig bland annat mot den i deras tycke konventionella realism som äldre estniska författare som Eduard Vilde stod för och de har kallats neoromantiker. Gustav Suits formulerade Noor-Eestis ideologi så här:
"Vårt slagord är: Mer kultur! Mer europeisk kultur! Låt oss förbli estländare, men låt oss bli européer med. Å ena sidan vill vi upptäcka de tankar och former som faller sig naturliga för vårt folks anda, karaktär och behov, å andra sidan vill vi upptäcka den europeiska kulturen."
Den estniska gruppen följde trenderna i finsk, fransk, tysk, skandinavisk och italiensk litteratur och tog intryck av impressionism, symbolism och expressionism. Av samtiden kritiserades gruppen som för utländskt orienterad och för sitt von oben-perspektiv på den estniska kulturen. Man har också i efterhand påpekat att det europeiska inflytandet i estnisk litteratur var betydande redan innan Noor-Eesti. Dock torde gruppen haft betydelse genom att de introducerade europeisk litteratur från andra språkområden än det tyska som dittills varit den helt dominerande influensen i estnisk litteratur. Ryska revolutionen 1905 skingrade medlemmarna, och flera gick i exil. Tuglas flydde till Helsingfors och Aavik och Suits kom till Sverige.
Noor-Eesti fungerade också som förlag och publicerade fem Unga Estland-antologier mellan 1905 och 1915.

## Noor-Eesti och konsten

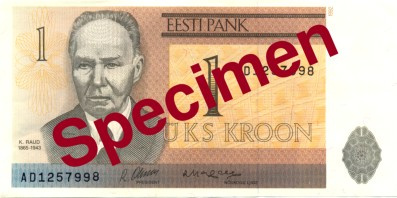
Kristjan Raud på den estniska enkronorssedeln

En del bildkonstnärer var förknippade med rörelsen, som Anton Starkopf (1889–1966), Nikolai Triik (1884–1940), Konrad Mägi (1878–1925), Kristjan Raud (1865–1943) och konstnären och författaren Aleksander Tassa (1882–1955). Starkopf, Mägi, Triik och Tassa och ett par av författarna, som Friedebert Tuglas, vistades av och till sommartid i Önningeby på Åland under perioden 1906–1913, en period som delvis sammanfaller med den tid Önningebykolonin, en finsk-svensk konstnärskoloni ledd av Victor Westerholm existerade i samma by, dvs 1886-1914. Noor-Eesti konstnärernas och Önningebykolonisternas verk har därför ställts ut tillsammans på senare år..

## Medlemmar (urval)
- Villem Grünthal-Ridala
- Anton Hansen Tammsaare
- Friedebert Tuglas
- Konrad Mägi
- Gustav Suits
- Johannes Aavik